# Вилла Годи

Вилла Годи. Иллюстрация из трактата А. Палладио «Четыре книги об архитектуре». 1570

Вилла Годи (итал. Villa Godi) — аристократическая вилла в Луго-ди-Виченца, в провинции Виченца области Венето. Это одна из первых работ выдающегося венецианского архитектора Андреа Палладио, достоверно задокументированная, о чём сообщил сам архитектор в своём трактате «Четыре книги об архитектуре» (1570). Проект здания был заказан братьями Джероламо, Пьетро и Маркантонио Годи. Работы начались в 1537 году и завершились в 1542 году с последующими изменениями заднего фасада и прилегающих садов.
Вилла была включена ЮНЕСКО в список Всемирного наследия «Город Виченца и палладианские виллы Венето». Вилла и обширные сады открыты для публики во второй половине дня круглый год. В здании также находится палеонтологический музей с сотнями окаменелостей растений и животных венецианского региона. Большой парк был заложен в XIX веке и использовался как место съемок фильма «Чувство».
Проектирование виллы осуществлялось в 1537—1542 годах. В этот период Палладио ещё не имел собственной мастерской и работал консультантом предприятия Джероламо Питтони и Джакомо да Порлецца. Но уже в это время у молодого архитектора возникла идея соединения особенностей местной сельской строительной традиции Террафермы с новыми знаниями античной архитектуры, которые Палладио постепенно приобретал благодаря помощи Джан Джорджо Триссино.
С конца 1540-х годов начались росписи интерьеров благодаря Гуалтьеро Падовано, расписавшему фресками лоджию и правое крыло здания, а затем Джованни Баттиста Дзелотти и Баттиста дель Моро.

## Архитектура
Здание лишено каких-либо украшений. Выразительность архитектурной композиции достигается за счёт углубления центральной части фасада, широкой крутой лестницы и трёх арок, образующих небольшую лоджию.
План здания симметричен вдоль центральной оси, на которой расположены лоджия и зал, окружённый двумя компартиментами по четыре комнаты в каждом. В архитектуре здания сознательно представлены различные элементы, типичные для средневековых построек, выбор сделан как по техническим, так и по эстетическим соображениям. План виллы, опубликованный в «Четырёх книгах об архитектуре» через двадцать восемь лет после завершения строительства, вероятно, является пересмотренной версией начального проекта и включает обширный комплекс хозяйственных построек, которые отсутствовали вначале.

## Фрески
Для посещения доступны девять залов с фресками, сохранившимися в идеальном состоянии: от зала Олимпа до центрального зала высотой девять метров. На потолке все ещё можно наблюдать кессонные украшения. Имена живописцев, работавших над внутренним убранством виллы, указаны самим Палладио в его «Четырёх книгах об архитектуре»: Гуалтьеро Падовано, Баттиста Дель Моро, Джованни Баттиста Дзелотти. Таким образом, интерьеры виллы обладают почти уникальной характеристикой: здесь в полной гармонии представлены разные живописные школы.
«Зал муз» включает изображения кариатид в образе муз и поэтов в пейзажах Аркадии. Руины греческого храма также служат фоном для изображения олимпийских богов. Затем следуют символы мира и справедливости, общая тема венецианских вилл после войны Камбрейской лиги, олицетворяющая стремление к новому Pax Venetiana — великому миру в Венецианской республике.

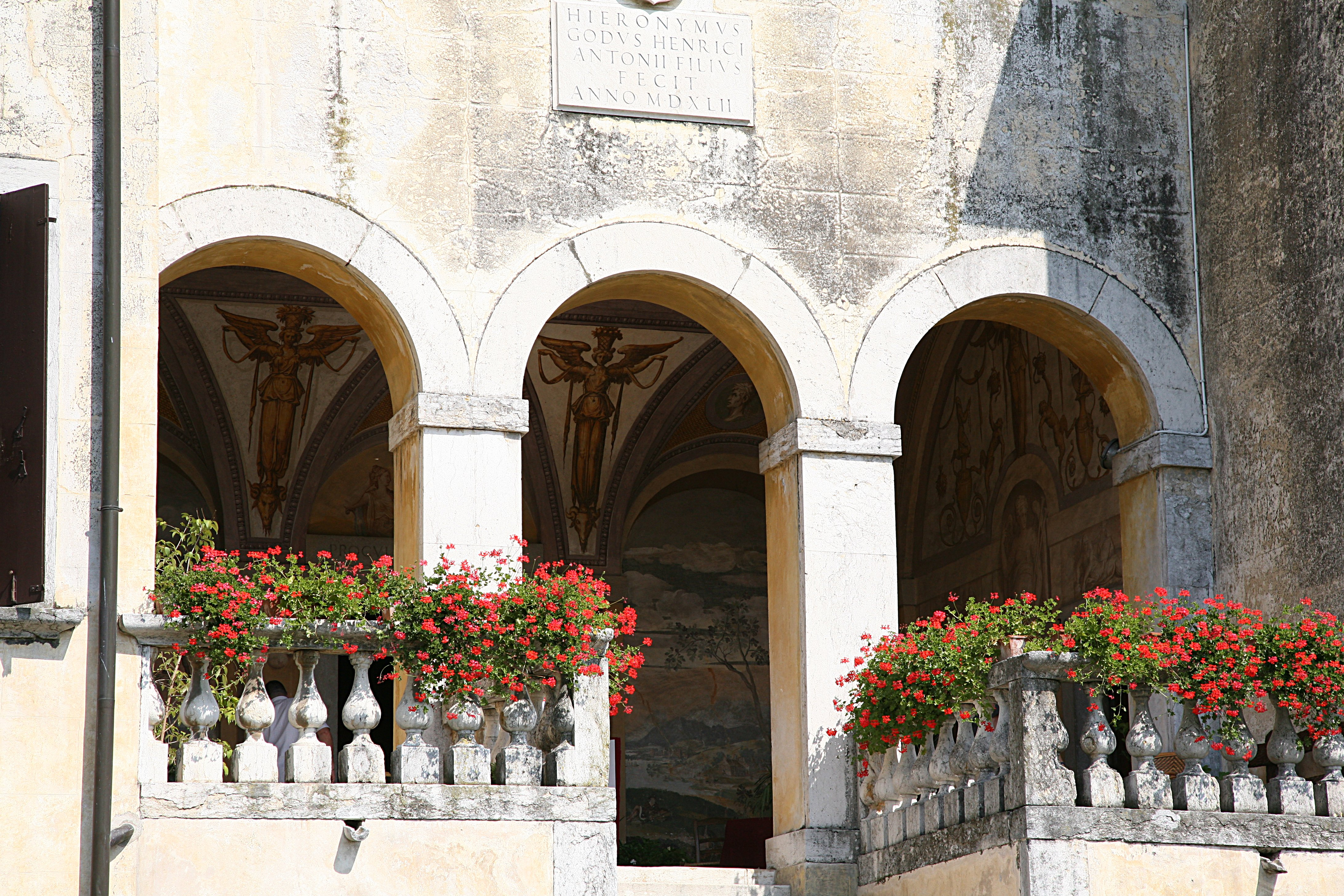
Лоджия
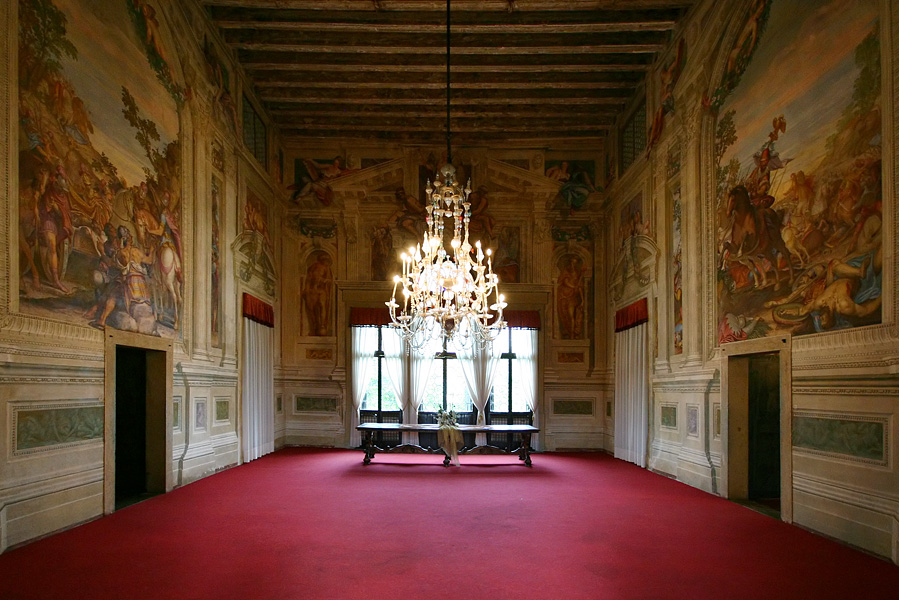
Салон (главный зал)
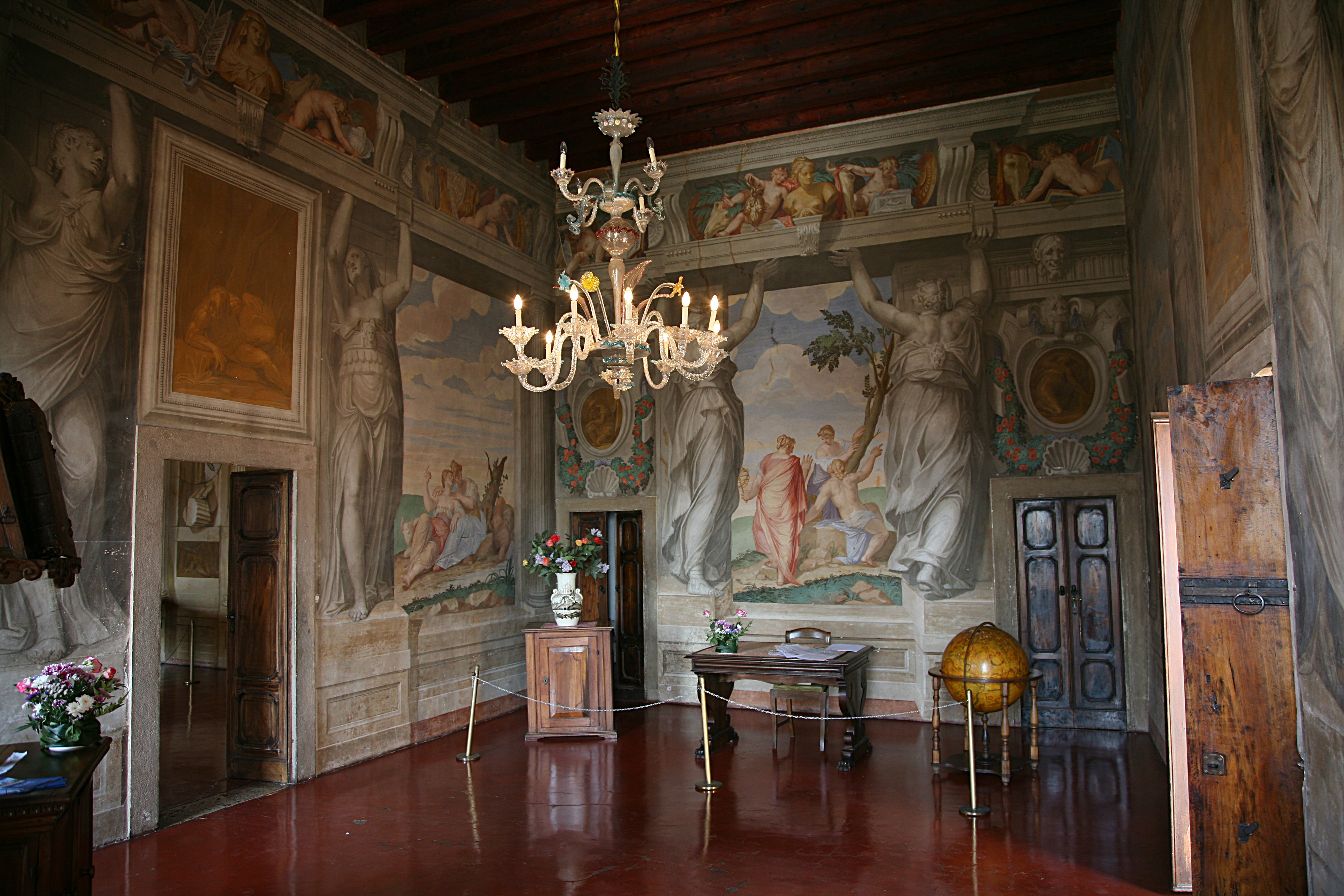
Зал муз
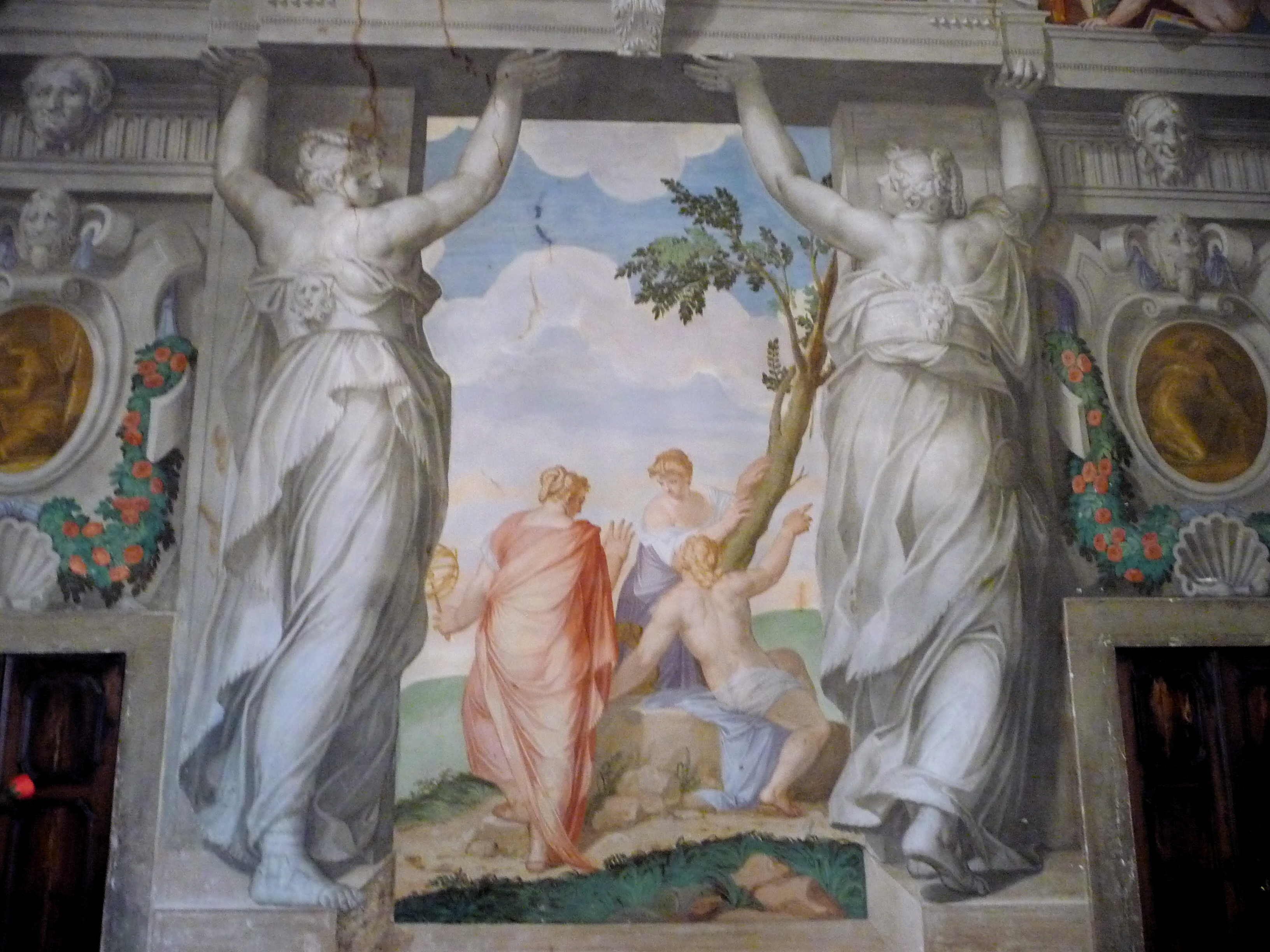
Деталь росписи Зала муз
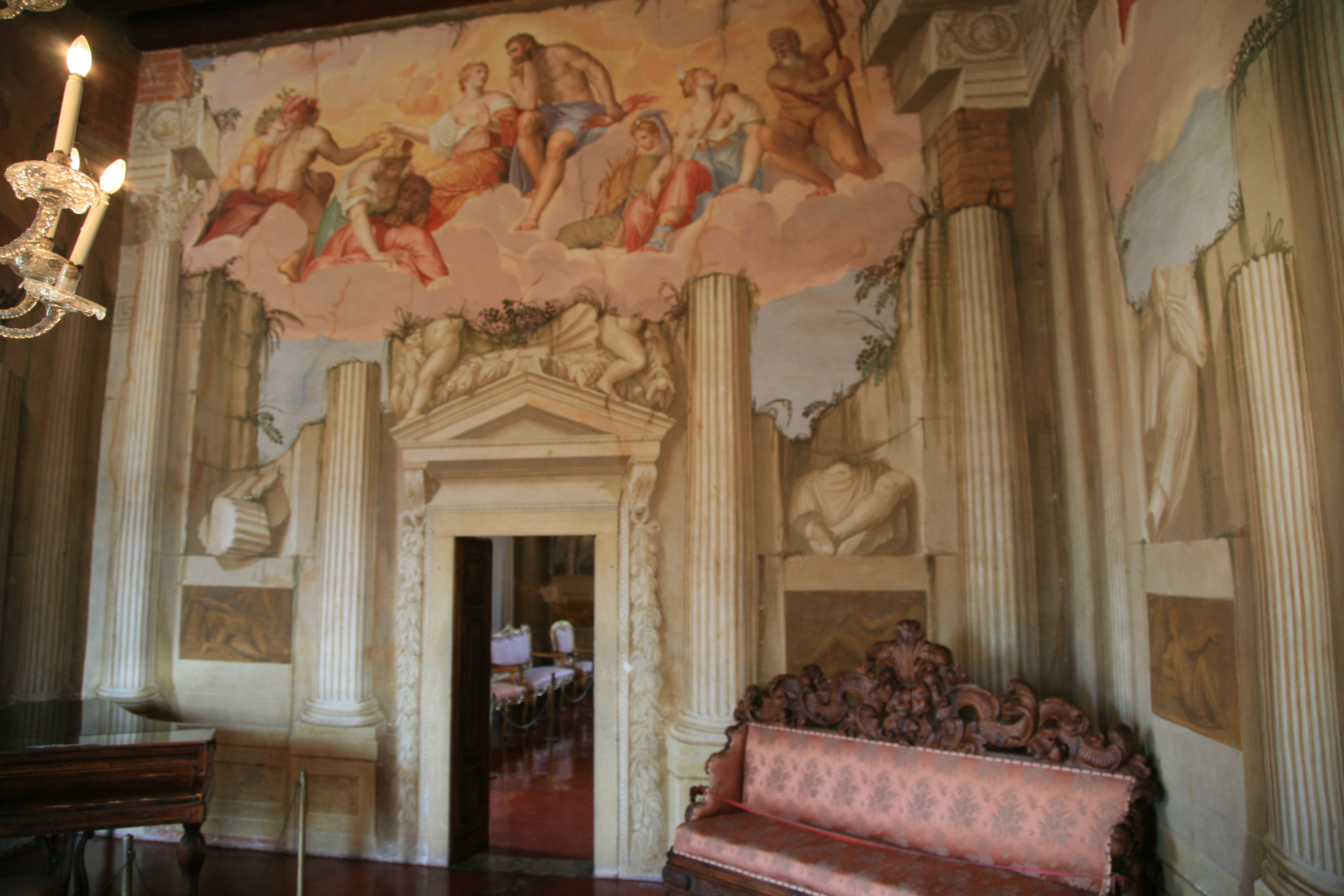
Зал Олимпа
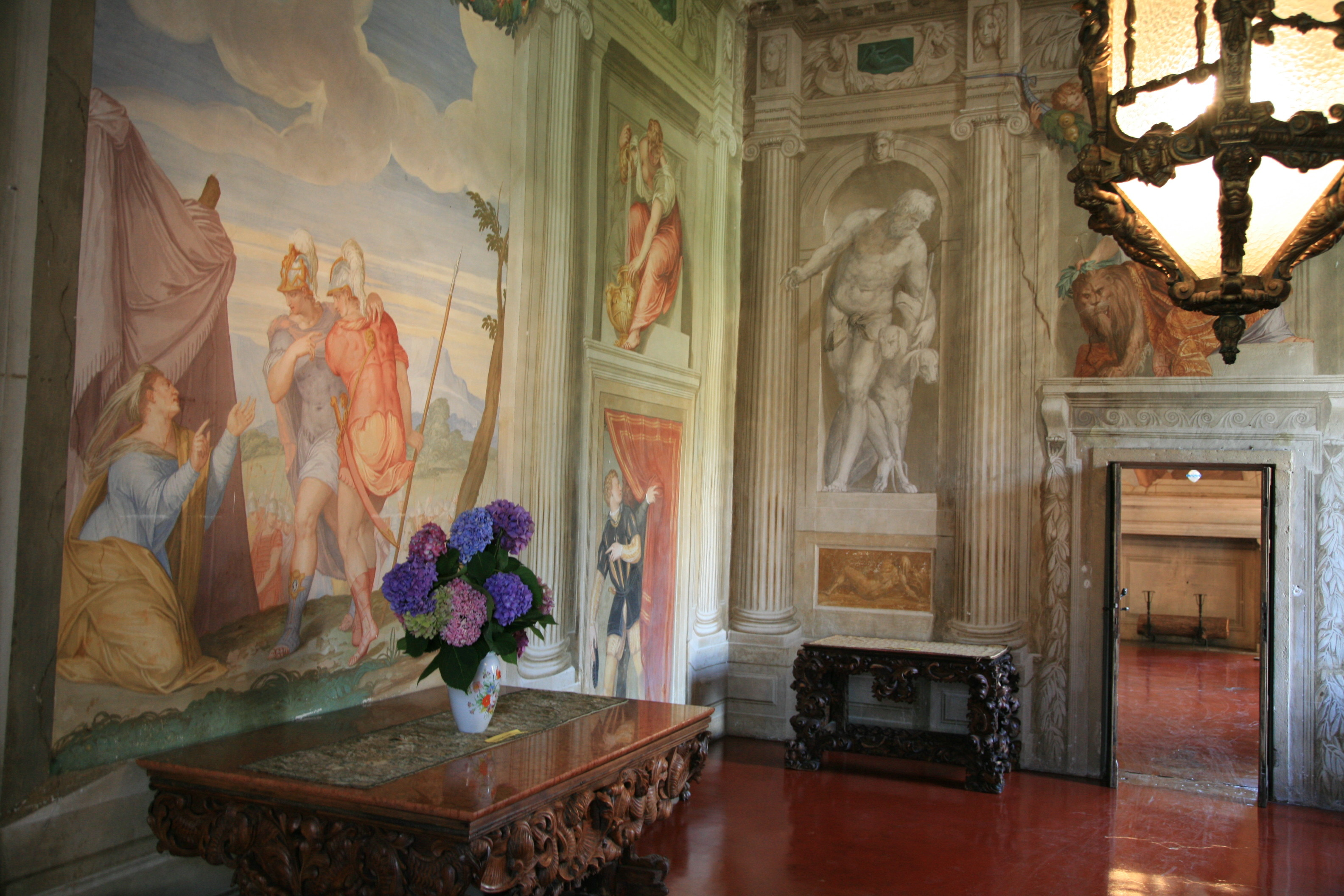
Зал Венеры
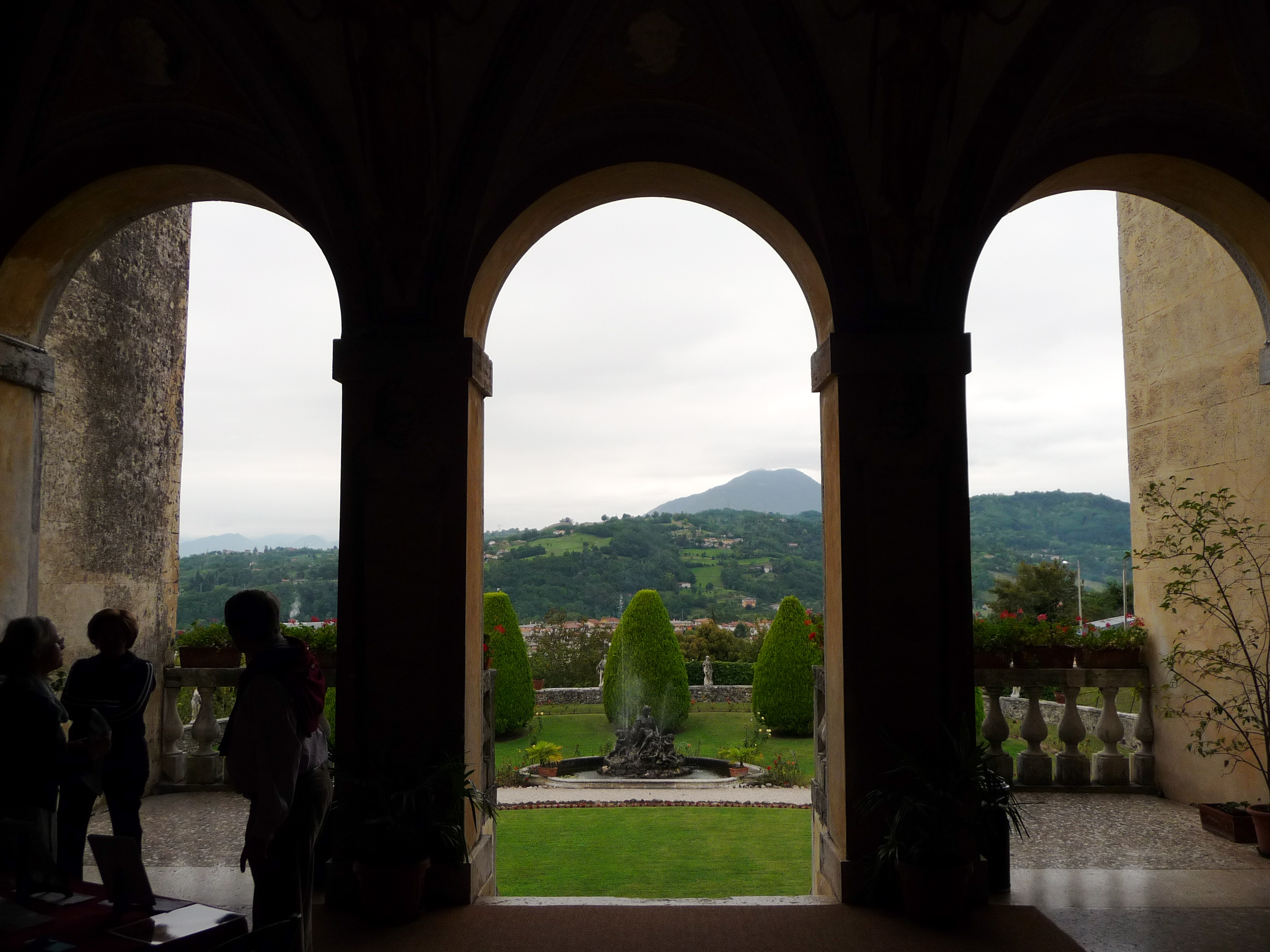
Вид на парк
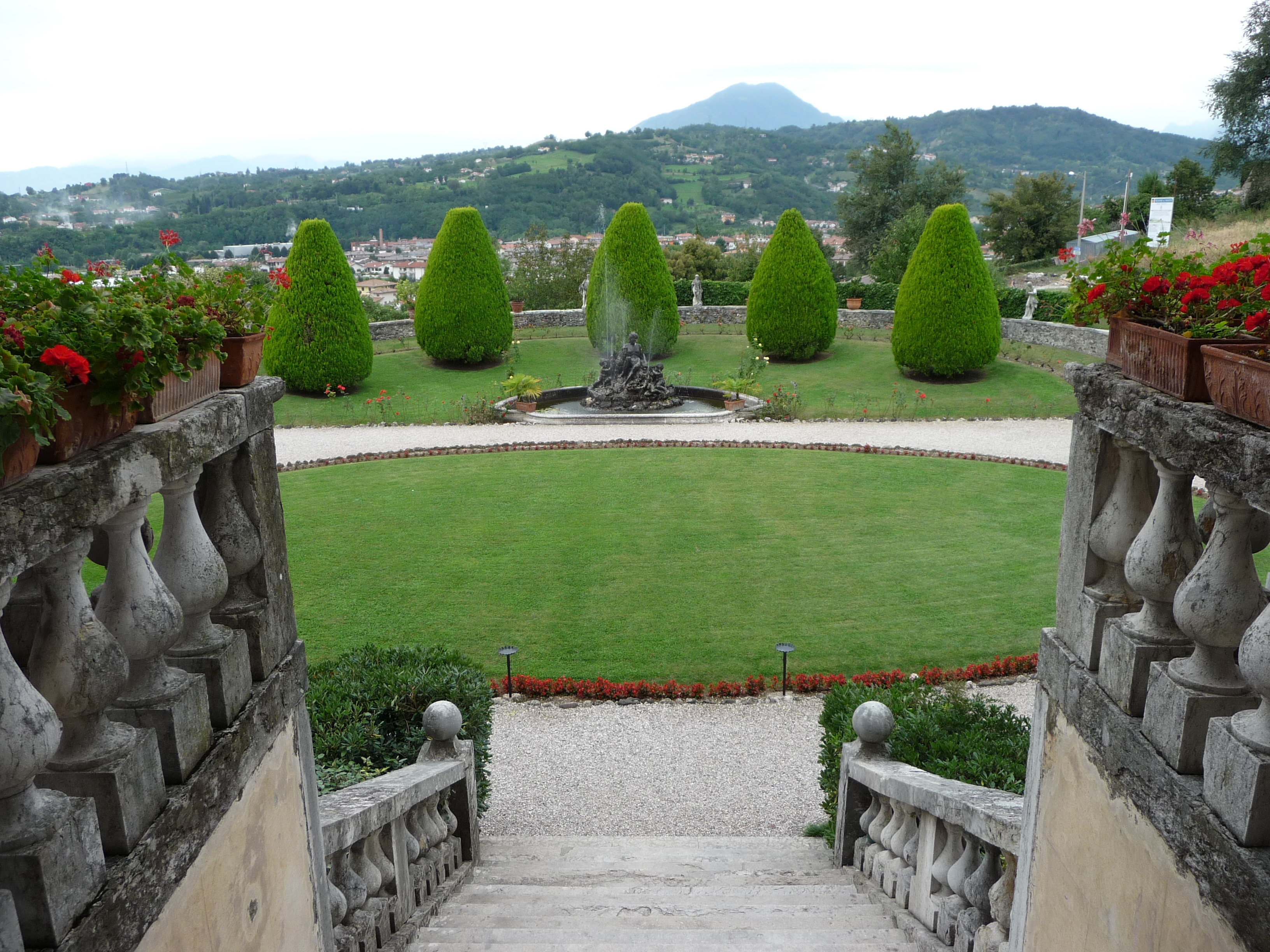
Парк